# Öregrund-Gräsö församling
Öregrund-Gräsö församling är en församling i Upplands norra kontrakt i Uppsala stift i Svenska kyrkan. Församlingen ligger i Östhammars kommun i Uppsala län och ingår i Roslagens norra pastorat.

## Administrativ historik
Församlingen bildades 2002 genom sammanslagning av Öregrunds och Gräsö församlingar. Från 2017 ingår församlingen i Roslagens norra pastorat.

## Kyrkor
- Öregrunds kyrka
- Gräsö kyrka